# وليام غرفث
وليام غرفث (1810-1845) (بالإنجليزية: William Griffith)‏ هو عالم نبات بريطاني.